# Lichtechtheid

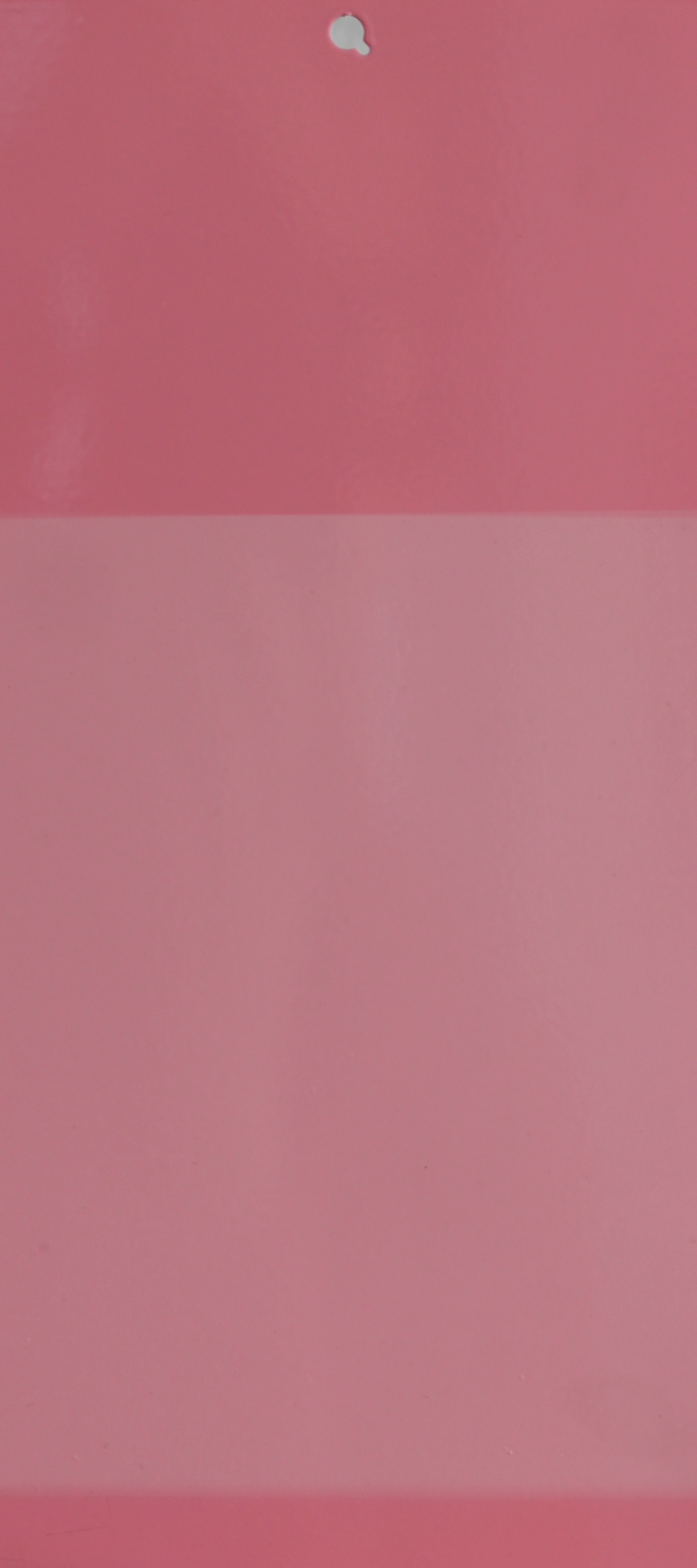
Verschil in kleur door zonlicht

Lichtechtheid of lichtvastheid is de mate waarin een kleurstof of pigment  door met name zonlicht wordt beïnvloed.  Absolute lichtechtheid van verf en inkten bestaat niet. Lichtechtheid is in de materiaalkunde een materiaaleigenschap, meer specifiek een optische (of esthetische) materiaaleigenschap.
In het voorjaar en de zomer is zonlicht sterker, en heeft daardoor een  intensievere werking op pigment dan in de winter. Ook lucht en het daarin aanwezige vocht werken in op verf en inkt. Ten slotte hebben gebruikte bindmiddelen zoals bijvoorbeeld vernis invloed.
Veel pigmentstoffen ondergaan onder invloed van licht een chemische reactie. Hierdoor kan de kleur veranderen. Meestal betekent dit dat deze lichter wordt. Omdat de drager van de kleurstof licht is, maar zelf door dezelfde invloed ook lichter wordt, vermindert het contrast en worden de kleuren minder goed waarneembaar. Kleurstoffen waarin dit niet of nauwelijks gebeurt worden lichtecht genoemd. 